# Angel in Disguise
«Angel in Disguise» (укр. «Замаскований янгол») — пісня, з якою латвійський гурт Musiqq представляв Латвію на пісенному конкурсі Євробачення 2011. Пісня була виконана в другому півфіналі, 12 травня, але до фіналу не пройшла .